# Vrouwenparochie
Vrouwenparochie (en bildts : Froubuurt et en frison : Froubuorren) est un village de la commune néerlandaise de Waadhoeke, dans la province de Frise.

## Géographie

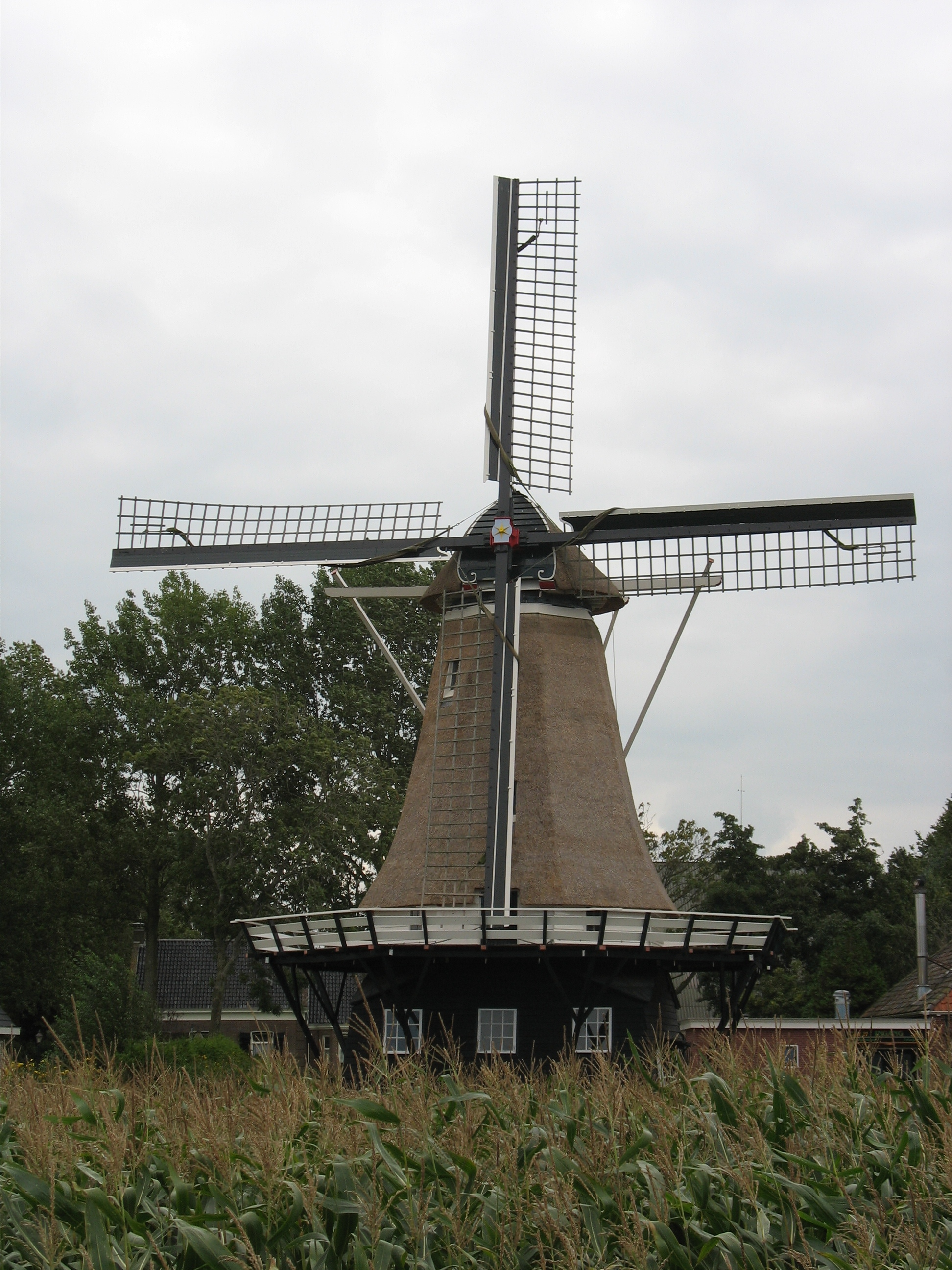

Le village est situé dans le nord de la Frise, près de la mer des Wadden, à 3 km à l'est de Sint-Annaparochie et à 10 km au nord-ouest de Leeuwarden.

## Toponymie
Le nom en néerlandais peu se traduire par « paroisse Notre-Dame » (Onze-Lieve-Vrouw) en l'honneur de la Vierge Marie.

## Histoire
Le village est fondé au début du XVIe siècle, peu après Sint-Jacobiparochie et Sint-Jacobiparochie par des colons originaires de Hollande-Méridionale et baptisé Kijfhoek, du nom du village d'où venaient les nouveaux résidents. Ils fondèrent une paroisse catholique dont le nom devint plus tard celui du village.
Vrouwenparochie fait partie de la commune de Het Bildt avant le 1er janvier 2018, où celle-ci est supprimée et fusionnée avec Franekeradeel, Menameradiel et une partie de Littenseradiel pour former la nouvelle commune de Waadhoeke.

## Démographie
Le 1er janvier 2018, le village comptait 700 habitants.